# Ettore Nini
Ettore Nini (né le 7 décembre 1598 à Sienne et mort le 31 juillet 1642) est un humaniste italien, connu pour avoir publié une traduction des tragédies de Sénèque.

## Biographie
Ettore Nini est connu pour avoir publié une traduction des tragédies de Sénèque. Il souligne la difficulté du transfert linguistique dans l'avis au lecteur, jugeant la langue latine plus « resserrée » et « signifiante » que l'italienne. Aussi s'est-il agi de « transposer » Sénèque, que Nini « interprète », en privilégiant la force des sentiments sur celle des paroles. La complexité et la richesse de la langue amenant à privilégier l'esprit sur la lettre, il revient au traducteur de choisir parmi la pluralité des interprétations. Nini propose une traduction assez littérale de la tragédie, qui gomme parfois sa poéticité mais sans en atténuer la violence.

## Œuvres
- Le tragedie di Seneca trasportate in verso sciolto dal sig. Hettore Nini Accademico Filomato, Venise, appresso Marco Ginami, 1622, 1re éd. (lire en ligne)
- Tragedie di Seneca volgarizzate da Ettore Nini, vol. 1, Pise, presso Niccolò Capurro, 1822, 2e éd. (lire en ligne)
- Tragedie di Seneca volgarizzate da Ettore Nini, vol. 2, Pise, presso Niccolò Capurro, 1822, 2e éd. (lire en ligne)
- Le tragedie di Anneo Seneca tradotte da Ettore Nini con note, Venise, Giuseppe Antonelli, 1845, 3e éd. (lire en ligne)